# Rabona

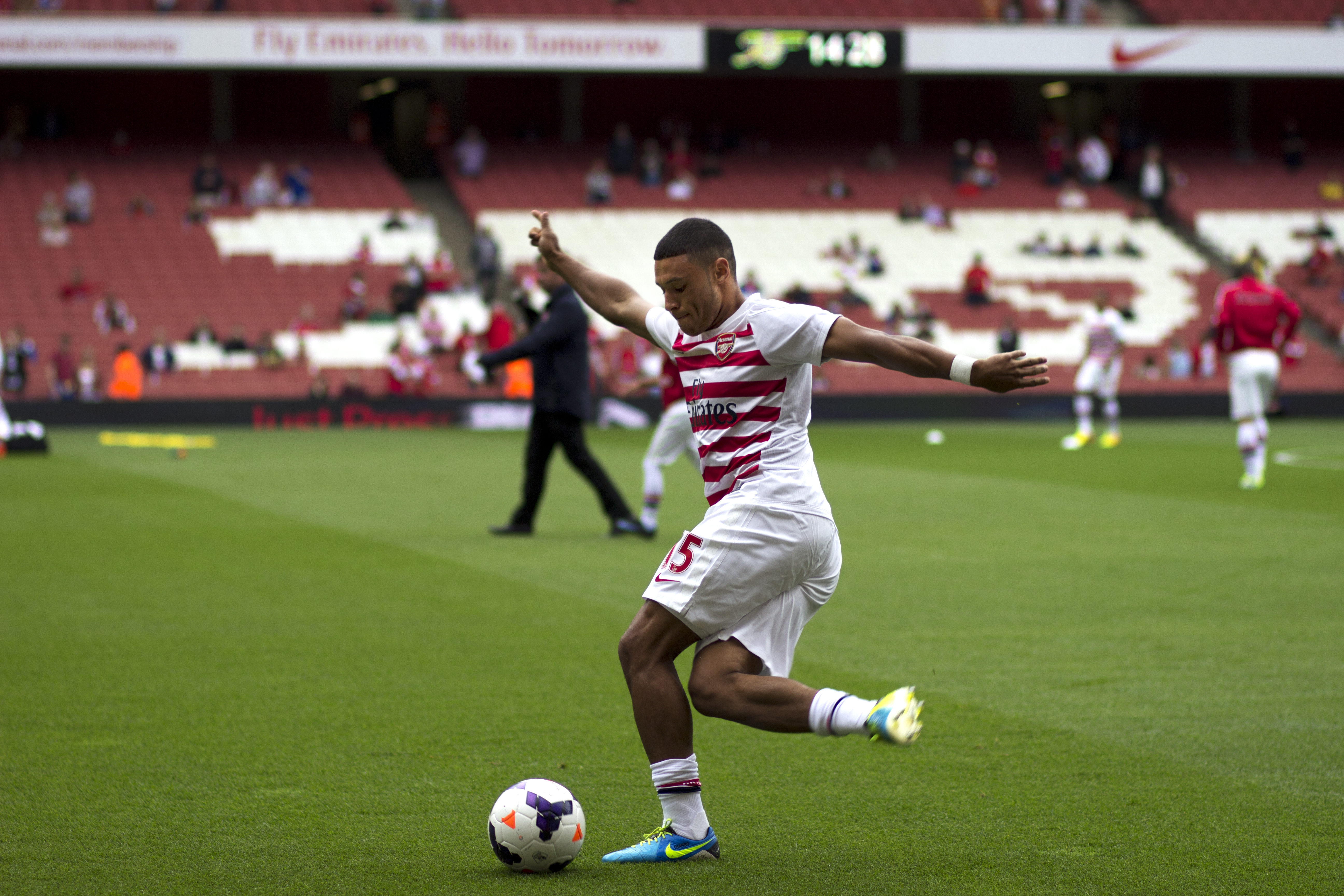
Rabona

La rabona és un mètode de colpejar la pilota en el futbol, en el qual la cama que colpeja la pilota ho farà des de darrere de la cama que suporta tot el pes del cos, és a dir, encreuant totes dues cames.
Hi ha diverses raons per les quals un jugador opta per colpejar d'aquesta manera la pilota: per exemple, un davanter esquerrà s'acosta feia la porteria escorat lleugerament feia la banda dreta, pensant que el seu llançament amb la cama dreta no pot arribar a tenir una potència o precisió adequada, optarà per efectuar la rabona en aquest cas. Un altre exemple seria, un interior esquerrà avançant per la banda dreta, pot optar per efectuar el centre a l'àrea amb la cama esquerra sense haver d'arribar a parar-se, fent una rabona. L'argentí Diego Armando Maradona seria un bon exemple per a aquest últim cas, ja que, solia efectuar aquesta acció per a realitzar tant passades curtes com llargs. Una altra raó per la qual un jugador efectua una rabona, podria ser per a confondre al defensor, o simplement per a mostrar la seva habilitat amb la pilota als peus. Aquest regateig és considerat un detall tècnic d'alt nivell quan s'executa amb mestratge.
El mot rabona prové de l'Argentina. Es considera que el primer futbolista que va popularitzar aquesta tècnica va ser Ricardo Infante, l'any 1948.